# Ægir (vapeur danois)

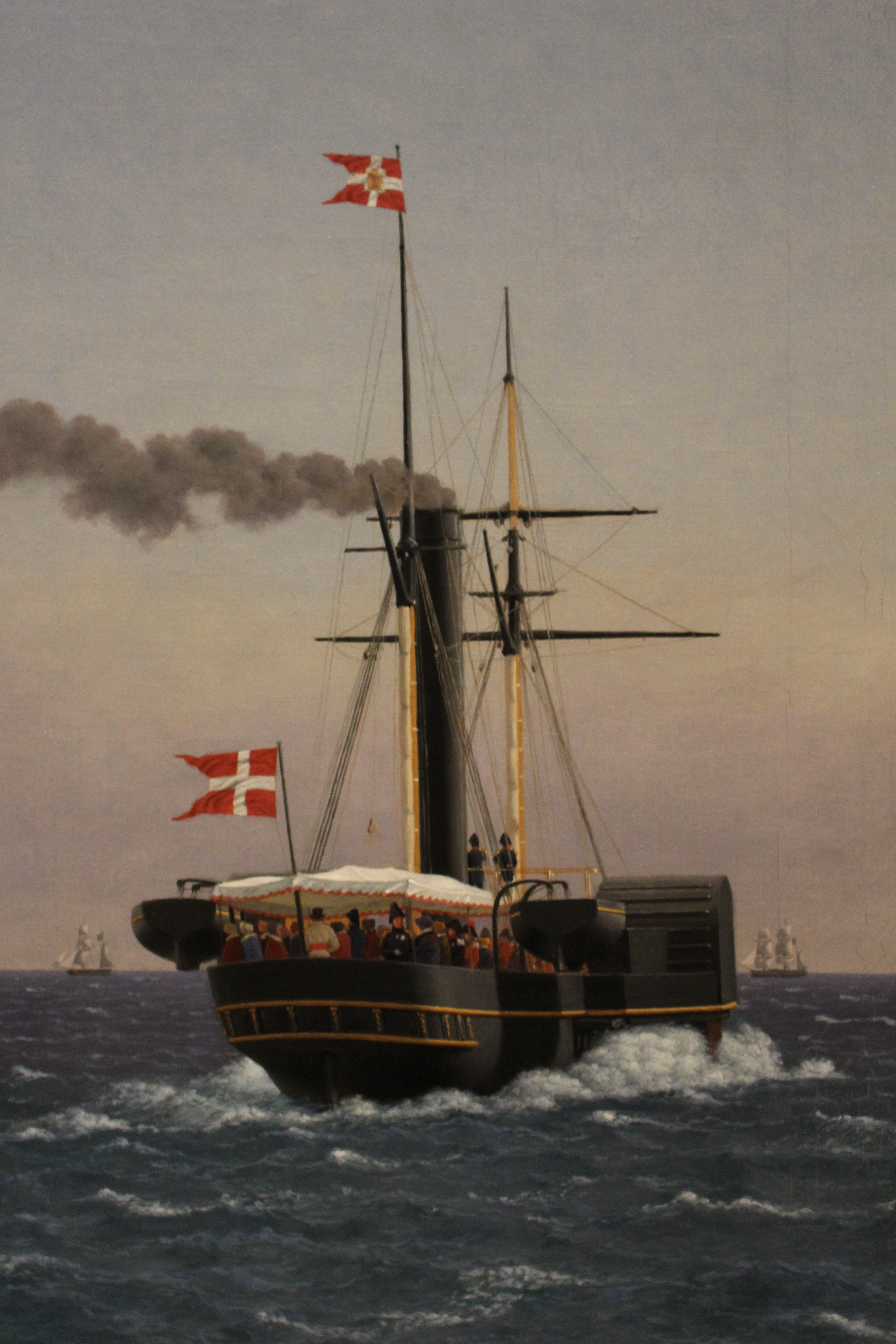
L'Ægir.

Pour les articles homonymes, voir Ægir (homonymie).
L'Ægir est un navire de guerre danois, navire à vapeur, le 1er de la Marine royale danoise. Il servit de yacht royal à Christian VIII et Frédéric VII.

## Histoire
L'Ægir est utilisé par les souverains danois Christian VIII et Frédéric VII en tant que yacht royal entre 1842 et 1856. De 1857 à 1862, il intègre la Poste Royale Danoise comme navire postal. Ensuite, il est converti en canonnière, et mobilisé de juin à octobre 1864, lors de la guerre des Duchés. Son service s'achève le 5 décembre 1871. En 1872, il est vendu et démantelé par les chantiers de démolition danois Petersen & Albeck.

## Caractéristiques
- Constructeur: William Fairbairn & Co (Millwall, Royaume-Uni).
- Mise en service: octobre 1841.
- Retrait: 5 décembre 1871.
- Statut: vendu et démantelé en 1872.

- Type: Deux-mâts, canonnière, navire à vapeur et roue à aubes.
- Déplacement: 116 lastes soit 232 t
- Longueur: 42,92 m.
- Maître-bau: 5,64 m.
- Tirant d'eau: 1,69.

- Motorisation: chaudière à vapeur pour 80 chevaux.
- Vitesse: 10 nœuds.

- Armement: 2 pièces de 24 livres, 2 pièces de 18 livres, 1 obusier de 4 livres, 8 fauconneaux d'1 livre

- Équipage: 75 marins.

## Représentation
- Christoffer Wilhelm Eckersberg : Christian VIII à bord de son bateau à vapeur Aegir regardant les manœuvres des navires de guerre du 2 mai 1843. huile sur toile de 1844, 19 x 26 cm.

## Sources
- (de) Page allemande de Wikipédia: Ægir (Schiff, 1841).
- (da) Page danoise de Wikipédia: Hjuldamperen Ægir.
- Pour la séction représentation: L'âge d'or de la peinture danoise, une collection française, Gallimard, octobre 2013  (ISBN 978-2-07-014288-0), page 185.